# LeRoy Stone

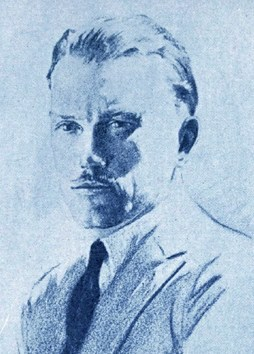
LeRoy Stone, 1921

LeRoy Stone (* 5. Januar 1894 in San Francisco, Kalifornien; † 15. September 1949 in Santa Monica, Kalifornien) war ein US-amerikanischer Filmeditor, der einmal für den Oscar für den besten Schnitt nominiert war.

## Leben
Stone begann 1916 seine Laufbahn im Bereich Filmschnitt in der Filmwirtschaft Hollywoods, bei dem von Reginald Barker, Thomas H. Ince sowie weiteren Filmregisseuren inszenierten Stummfilm Civilization, mit Howard C. Hickman, Enid Markey und Lola May in den Hauptrollen. Anfang der 1920er Jahre schrieb er auch die Drehbücher zu den beiden Filmen Skin Deep (1922) sowie Eyes of the Forest (1923). Er arbeitete als Editor bis zu seinem Tod an der Herstellung von mehr als sechzig Filmen mit.
Bei der Oscarverleihung 1945 war Stone für den Oscar für den besten Schnitt nominiert, und zwar für den von Leo McCarey inszenierten Spielfilm Der Weg zum Glück (Going My Way, 1944), in dem Bing Crosby, Barry Fitzgerald und Frank McHugh die Hauptrollen spielten.

## Filmografie (Auswahl)
- 1916: Civilization
- 1923: Die Augen des Urwaldes (Eyes of the Forest)
- 1925: Er soll dein Herr sein… (The Talker)
- 1925: Die Frau, die gelogen hat (The Lady Who Lied)
- 1929: Cilly (Sally)
- 1932: Wenn ich eine Million hätte (If I Had a Million)
- 1933: Die Marx Brothers im Krieg (Duck Soup)
- 1934: Sechs von einer Sorte (Six of a Kind)
- 1934: Die Schöne der neunziger Jahre (Belle of the Nineties)
- 1935: Goin’ to Town
- 1936: Ausgerechnet Weltmeister (The Milky Way)
- 1937: Kein Platz für Eltern (Make Way for Tomorrow)
- 1938: Über die Grenze entkommen (The Texans)
- 1941: Eheposse (Skylark)
- 1943: Riding High
- 1944: Der Weg zum Glück (Going My Way)
- 1946: Blau ist der Himmel (Blue Skies)
- 1946: Mit Gesang geht alles besser (Welcome Stranger)
- 1947: Mädchen für Hollywood (Variety Girl)
- 1948: Spiel mit dem Tode (The Big Clock)
- 1949: Todesfalle von Chikago (Chicago Deadline)
- 1950: Inspektor Goddard (Appointment with Danger)